# Norra Svärdsö och Storväckaren
Norra Svärdsö och Storväckaren (finska: Norsvälsöö, Iso-Väkkärä)  med Huhtakari är en ö i Finland. Den ligger i Bottenhavet och i kommunen Björneborg i den ekonomiska regionen  Björneborgs ekonomiska region i landskapet Satakunta, i den sydvästra delen av landet. Ön ligger omkring 25 kilometer nordväst om Björneborg och omkring 250 kilometer nordväst om Helsingfors.
Öns area är 52,2 hektar och dess största längd är 1,5 kilometer i öst-västlig riktning. Ön höjer sig omkring 10 meter över havsytan.

## Delöar och uddar
- Norsvälssöö (Norra Svärdsö) 61°40′11″N 21°30′12″Ö / 61.6696°N 21.50342°Ö
- Iso-Väkkärä 61°40′07″N 21°29′22″Ö / 61.66869°N 21.48952°Ö
- Huhtakari 61°40′20″N 21°29′14″Ö / 61.67214°N 21.48714°Ö